# Isla Grande
L'Isla Grande est un corregimiento et une petite île du Panama, en mer des Caraïbes,  appartenant administrativement à la province de Colón.
L'île possède un phare.